# Distretto di Ranot
Il distretto di Ranot (in thailandese: ระโนด) è un distretto (amphoe) della Thailandia, situato nella provincia di Songkhla.
| Controllo di autorità | VIAF (EN) 132563018 · LCCN (EN) n83158882 · J9U (EN, HE) 987007559982905171 |